# Movimento dell'Unità Popolare
Il Movimento dell'Unità Popolare (in francese: Mouvement d'Unité Populaire - MUP; in arabo: حركة الوحدة الشعبية) è un partito politico tunisino fondato nel 1973 da Ahmed Ben Salah, già Primo ministro.
Fu il primo partito di opposizione al regime di Habib Bourguiba. Salah, costretto all'esilio, poté rientrare in Tunisia all'avvento di Ben Ali, ma non riuscì mai ad ottenere da questi la legalizzazione del proprio partito.
Il MUP è stato legalizzato solo nel 2011. Non ha mai riscosso grandi successi elettorali.